# مائو شیائوتونگ
مائو شیائوتونگ (چینی ساده: 毛晓彤؛ زادهٔ ۱۶ فوریه ۱۹۸۸)، همچنین با نام ریچل مومو (انگلیسی: Rachel Momo) نیز شناخته می‌شود، بازیگر اهل چین است. او بیشتر به خاطر ایفای نقش مکمل در همسران امپراتور در قصر (۲۰۱۲) شناخته می‌شود.

## اوایل زندگی و تحصیلات
مائو شیائوتونگ از دوران جوانی درس‌های کیبورد و آواز را فرا گرفت و سپس به سمت یادگیری رقص بالروم از جمله رقص لاتین و رقص ورزشی رفت. او در رشتهٔ هنرهای نمایشی در آکادمی مرکزی تئاتر تحصیل کرده‌است.